# Reduta Jazz Club
Reduta Jazz Club je kulturní podnik ve středu Prahy, sídlící na Národní třídě na Novém Městě v městské části Praha 1 blízko Národního divadla. Je nejstarším jazzovým klubem v Praze. Známý je i návštěvou slavných osobností, jako byli Bill Clinton, Václav Havel a další.

## Historie
Jako malé experimentální jeviště otevřel klub Reduta své brány poprvé koncem roku 1957, přičemž bývalou noční vinárnu díky nápadu ctižádostivých umělců a podnikavému duchu pana vedoucího brzy změnil v jednu z nejpozoruhodnějších scén, jaké tehdejší Státní divadelní studio provozovalo. Celkové politické uvolnění podnítilo v roce 1958 snahy mnohých umělců co nejsvobodněji se vyjádřit k době, v níž žili. A právě Reduta se stala prvním z nové vlny rodících se malých jevišť, jež hluboce a významně ovlivnila divadelní a hudební vývoj nejen své doby, ale i příštích desetiletí.
Kromě jiného zde také hrával Jiří Suchý na kontrabas a Jiří Šlitr na klavír, kteří se zde na konci 50. let vůbec poprvé seznámili a začali posléze spolupracovat a poté spoluzaložili Divadlo Semafor. Po nějakou dobu zde hrálo i Divadlo Járy Cimrmana.
Divadelní představení v Redutě byly svéráznou formou moderního literárního kabaretu, nazývaly se Text-appealy a jejich snahou bylo co možná nejpříměji na diváky zapůsobit (apelovat) textem, a to vypravovaným, hraným nebo zpívaným. Tyto večery si brzy získaly velkou oblibu a jejich tvůrci – výborně improvizující herec Ivan Vyskočil a mimořádně talentovaný textař a zpívající kontrabasista Jiří Suchý – jich pro Redutu spolu se svými hosty připravili více než čtyřicet. Na textech pro tato divadelní představení se mj. podílel i Jiří Robert Pick. Hudebně divadelní představení se nejednou změnila v jam session, kde se brzy začali scházet vůdčí tuzemští jazzmani. Po několika letech Reduta začala ve svých prostorách souběžně provozovat dvě scény – jazzový klub na jedné, a kabaretně-divadelní pódium na straně druhé.
Popularitu Reduty v šedesátých letech minulého století podporoval příchod nových autorů a protagonistů, rozvíjejících tradici text-apelového kabaretu. Jejich úspěšná činnost se však po okupaci sovětskými vojsky roku 1968 stále více komplikovala díky nevůli oficiálních strážců kultury. V 70. letech se Reduta stala scénou tehdy monopolní umělecké agentury Pragokoncert. Díky důsledně uplatňované normalizační kulturní politice začala divadelní Reduta ztrácet svoji tvář a stále více se vzdalovala od své původní text-appealové tradici. S nástupem osmdesátých let zde pak byla jazzová vystoupení, která byla projevem svobodné a nekonformní vůle jako předtím text-appealové kabarety. Díky jejich věhlasu se Reduta stala vyhledávaným střediskem umělecké inteligence a po dlouhou dobu hrála integrující roli v nepříliš bohatém spektru pražského kulturního života.
Paradoxně také především díky produkci agentury Pragokoncert, která do socialistického Československa přivážela mezinárodně proslulé osobnosti (Wynton Marsalis, Chris Barber, Aki Takase, Albert Mangelsdorff, Cecil Taylor, Karin Krog, Tony Scott, Enrico Rava, Tomasz Stanko a jiní), zde docházelo během oblíbených nočních jam-sessions ke kontaktu avantgardní umělecké scény s intelektuálními kruhy z řad disentu, z nichž se později zrodila nová politická garnitura.
Reduta se tak koncem osmdesátých let stala, a to nejen díky svému umístění na Národní třídě, jedním z center „sametové revoluce“, jedním z míst ovlivňujícím novou uměleckou i politickou kulturu. Místem, kde se v dalších letech setkávali osobnosti české i mezinárodní politické a kulturní scény; v roce 1994 se zde americký prezident Bill Clinton, jako amatérský hráč na tenorsaxofon aktivně zapojil do tradičního jam session.

## Současnost
Velmi pestrý hudební program se mimo jiné člení na MONDAY'S NEW FACES, při kterém se mohou diváci seznámit s mladými talenty, úterní HVĚZDY A LEGENDY ČESKÉHO JAZZU, páteční BIG BANDY, sobotní TRADIČNÍ JAZZ a DIXIELAND, nedělní SUNDAY'S DELIGHT.
Ačkoliv je Reduta známa především obzvláště jako jazzový klub, divadelní dramaturgie divadla Reduta hraje marionetové a černé divadlo. V současnosti je na programu černo-divadelní představení Magic Trip to Prague a moderní marionetové zpracování známé opery od Wolfganga Amadea Mozarta Don Giovanni di Praga.
Zvláštní specialitou klubu je uvádění big bandů. Zde je divák a posluchač zcela ponořen v malém prostoru klubu do dění na pódiu. Stává se jakoby součástí orchestru.